# Suleiman Obeid
Suleiman Obeid (àrab: سُليمان العُبيد)  (Gaza, 24 de març de 1984 - Franja de Gaza, 6 d'agost de 2025) va ser un futbolista palestí que va jugar a les posicions d'extrem i davanter.

## Carrera

### Club
El capità va començar la seua carrera en el seu club natal, el Khadamat Al-Shatea, i després es va traslladar a Cisjordània, on es va unir al Club Juvenil Centre Al-Am'ari, de 2009 a 2013, i va guanyar el títol de la primera edició de la Lliga Professional en la temporada 2010-2011.
Després d'Al-Am'ari, va tornar a Al-Shatea i va jugar durant una temporada, abans d'unir-se a Gaza Sports, on va guanyar el títol de màxim golejador de la Lliga Premier de les Governacions del Sud en la temporada 2015-2016, anotant 17 gols.
Obeid va tornar al seu club matriu, Al-Khadama, on va guanyar el títol de màxim golejador de la Premier League en la temporada 2016-2017, anotant 15 gols.
Apodat com el Pelé palestí o la Perla Negra, les seues impressionants habilitats i velocitat en el camp li van valdre un lloc en la selecció nacional, on va jugar 24 partits internacionals, anotant dos gols, el més famós dels quals va ser una tisora contra Iemen durant el Campionat de la Federació de Futbol d'Àsia Occidental de 2010.
Durant la seua llarga carrera esportiva, Obeid va marcar més de 100 gols, la qual cosa ho va convertir en una de les estreles més brillants del futbol palestí.
| Període   | Club                    |
| --------- | ----------------------- |
| 2007–2009 | Khadamat Al-Shatea      |
| 2009–2013 | Markaz Shabab Al-Am'ari |
| 2013–2014 | Khadamat Al-Shatea      |
| 2014–2016 | Gaza Sport              |
| 2016–2023 | Khadamat Al-Shatea      |

### Selecció nacional
Va jugar amb Palestina en dinou ocasions de 2007 a 2013 i va anotar dos gols. El seu primer gol internacional el va anotar el 27 en la victòria per 3-1 davant Yemen a Amman pel Campionat de la WAFF 2010. També va jugar en la Classificació per a la Copa Desafiament de la AFC 2012 i en la classificació de AFC per a la Copa Mundial de Futbol de 2014, a més de participar en dues edicions dels Jocs Asiàtics
| No. | Data | Seu                                          | Rival     | Marcador | Resultat | Torneig                   |
| --- | ---- | -------------------------------------------- | --------- | -------- | -------- | ------------------------- |
| 1   | 27   | Amman International Stadium, Amman, Jordània | Iemen     | 1–2      | 1–3      | Campionat de la WAFF 2010 |
| 2   | 22   | Manahan Stadium, Surakarta, Indonèsia        | Indonèsia | 1–0      | 1–4      | Amistós                   |

## Mort
El 6 d'agost de 2025, Obeid va ser assassinat a tirs per les Forces de Defensa d'Israel durant la Guerra de Gaza, mentre esperava per a aconseguir ajuda humanitària. Li sobreviuen la seva esposa i cinc fills.

## Assoliments
- Lliga del West Bank (1): 2011